# 76628 Kozí Hrádek
76628 Kozí Hrádek è un asteroide della fascia principale. Scoperto nel 2000, presenta un'orbita caratterizzata da un semiasse maggiore pari a 3,1031614 UA e da un'eccentricità di 0,0408247, inclinata di 11,44167° rispetto all'eclittica.